# Galactia benthamiana
Galactia benthamiana är en ärtväxtart som beskrevs av Marc Micheli. Galactia benthamiana ingår i släktet Galactia och familjen ärtväxter. Inga underarter finns listade i Catalogue of Life.